# Roestflankzanger
De roestflankzanger (Setophaga pensylvanica, synoniem: Dendroica pensylvanica) is een zangvogel uit de familie Parulidae (Amerikaanse zangers).

## Verspreiding en leefgebied
De soort komt voor in oostelijk Noord-Amerika.